# Томская губерния
То́мская губе́рния — административно-территориальная единица Российской империи, Российской республики и РСФСР в Сибири. Существовала с 26 февраля (9 марта) 1804 года по 25 мая 1925 года. Административный центр — город Томск.

## Общая информация
Томская губерния занимала юго-восточную часть Западной Сибири, к Северу, Северо-Западу и Западу граничила с Тобольской губернией, к Юго-Западу — с Семипалатинской областью, к Югу и Юго-Востоку — с Монголией, к Востоку и Северо-Востоку — с Енисейской губернией.
По территории соответствовала территориям современных Алтайского края, Республики Алтай, Кемеровской, Новосибирской и Томской областей Российской Федерации, Усть-Каменогорской и Семипалатинской областей Казахстана, западных земель Красноярского края и восточных — Омской области.

## История

### XIX век
Около 1803 года Сибирский генерал-губернатор И. О. Селифонтов представил министру внутренних дел В. П. Кочубею свои соображения о разделении Тобольской губернии на две части и образовании новой губернии с центром в Томске[страница не указана 618 дней]. Эти предложения были одобрены практически в том виде, как были представлены. Томская губерния была образована 26 февраля (9 марта) 1804 года указом императора Александра I путём выделения из Тобольской губернии. Новообразованная губерния была включена в состав Сибирского генерал-губернаторства. При создании губерния состояла из 8 уездов: Бийский, Енисейский, Каинский, Красноярский, Кузнецкий, Нарымский, Томский, Туруханский.
В 1822 году часть территории губернии была передана в новообразованную Енисейскую губернию (Енисейский, Красноярский и Туруханский уезды) и Омскую область. В состав Томского уезда включён Нарымский уезд. В том же году в состав Томской губернии вошли земли Колывано-Воскресенского горного округа.
Уезды переименованы в округа и губерния стала состоять из 6 округов: Барнаульский, Каинский, Колыванский, Кузнецкий, Томский, Чарышский.
В 1822 году Сибирские народы относились к инородческому сословию и их кочевой статус подтверждался особой системой самоуправления «степная дума — инородная управа — родовое управление», в соответствии с «Уставом об управлении инородцев».
В сентябре 1827 года Чарышский округ переименован в Бийский.
В 1834 году Колывано-Воскресенский горный округ стал Алтайским.
В 1838 году с основанием губернской гимназии начало развиваться народное образование.
В том же году при упразднении Омской области к Бийскому округу отошли города Семипалатинск и Усть-Каменогорск. В 1856 году они отошли к Семипалатинской области.
В декабре 1856 года Колыванский округ был упразднён и образован новый Кийский (с 1857 — Мариинский) округ.
16 (28) мая 1878 года по постановлению Государственного совета Российской империи основан первый в Сибири и Азии университет в Томске.
В июне 1894 года из части территории Бийского округа выделен Змеиногорский округ.
В июне 1898 года округа переименованы в уезды.

### XX век
17 (30 июня) 1917 года постановлением Временного правительства из южной части Томской губернии на основе Барнаульского, Бийского и Змеиногорского уездов была выделена Алтайская губерния (постановление было опубликовано 17(30) июля, но вступило в силу с момента принятия). Из восточных волостей Каинского уезда сформирован Новониколаевский уезд. Заново сформирован Тогурский (Нарымский) уезд.
Советская власть на территории Томской губернии была установлена с декабря 1917 по март 1918 года.
1 (14) января 1918 часть Каинского уезда была включена в состав новообразованного Татарского уезда Акмолинской области.
21 апреля 1918 года решением СНК РСФСР образован Щегловский уезд.
В июле — августе 1918 года Томская губерния перешла под контроль белогвардейских войск.
11 июля 1918 года Томская губернская земская управа приняла постановление об образовании Щегловского уезда с 1 января 1919 года.
С декабря 1919 по январь 1920 года территория губернии занята частями Красной армии. В декабре 1919 года административный центр губернии был перенесён в город Ново-Николаевск.
В апреле 1920 года административный центр возвращен в Томск.
13 июня 1921 года Каинский и Новониколаевский уезды переданы в состав созданной Новониколаевской губернии.
В октябре 1924 года Кузнецкий и Щегловский уезды объединены в Кольчугинский уезд.
В 1924 году в уездах Томской губернии проведено районирование.
25 мая 1925 года Томская губерния упразднена постановлением Президиума ВЦИК. Её территория вошла в состав Сибирского края (Томский, Кузнецкий и Ачинский округа). На некоторый переходный период, для упрощения системы регионального управления, в пределах прежних уездов были сохранены (с весьма ограниченными правами) администрации территориальных округов Сибирского края[прояснить].

## Герб губернии

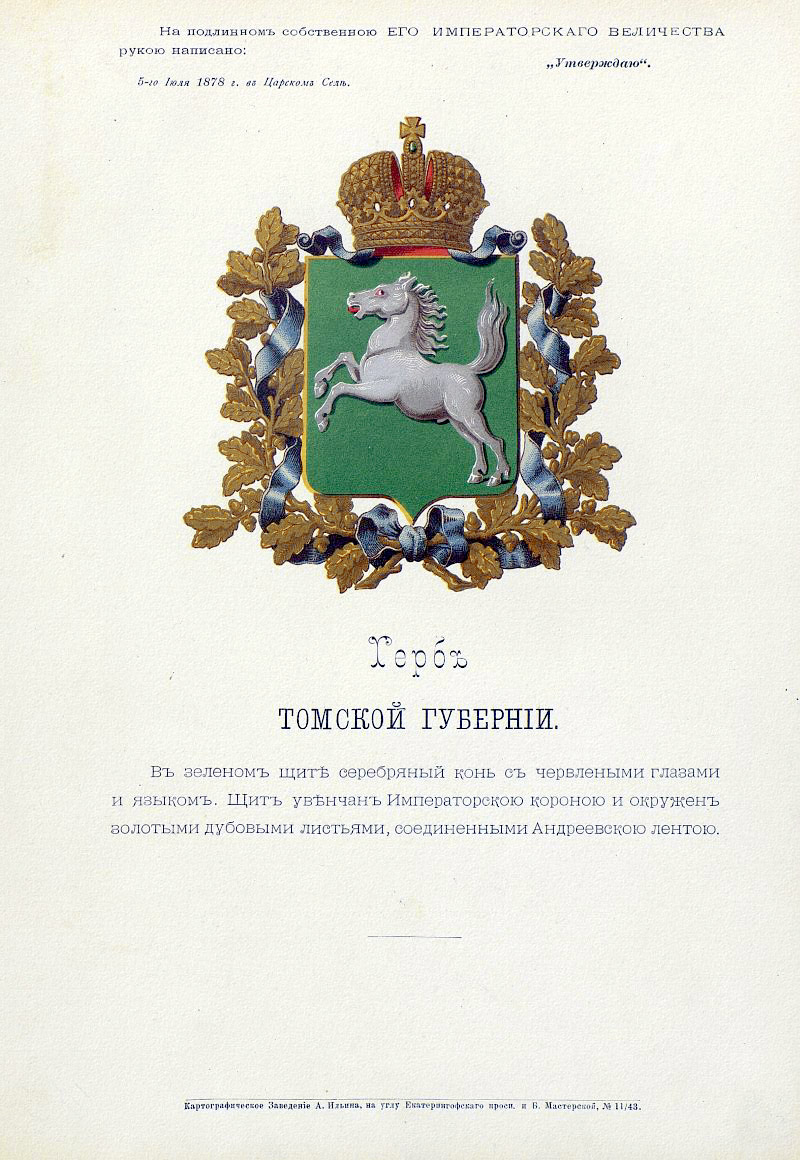
Герб губернии c оф.описанием, утверждённый Александром II (1878)

Герб Томской губернии утверждён 5 июля 1878 года Александром II.
В зелёном щите серебряный конь с червлёными глазами и языком. Щит увенчан Императорской короной и окружён золотыми дубовыми листьями, соединёнными Андреевской лентой.

## Административное деление

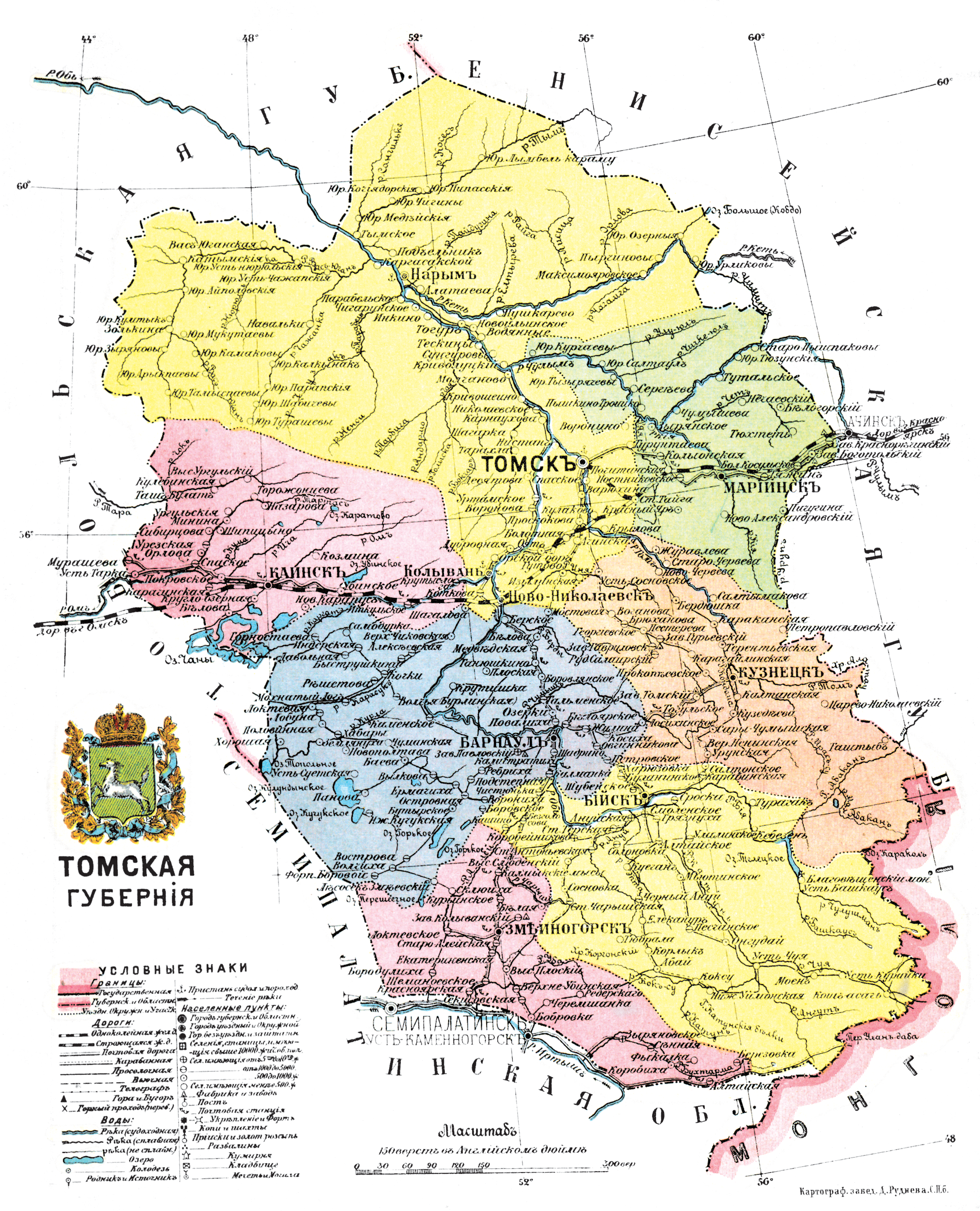
Карта административного деления Томской губернии, 1913

К концу XIX века Томская губерния делилась на 7 уездов. Уезды подразделялись на волости (См.: Волости Томской губернии).
В период XIX—XX веков в состав Томской губернии входили уезды (в скобках указаны годы в составе губернии):
- Томский (1804—1925)
- Барнаульский (1804—1917)
- Бийский (1804—1917)
- Енисейский (1804—1822)
- Каинский (1804—1925)
- Колыванский (1804—1856)
- Красноярский (1804—1822)
- Кузнецкий (1804—1925)
- Туруханский (1804—1822)
- Мариинский (1856—1925)
- Змеиногорский (1894—1917)
- Тогурский (Нарымский) (1804—1822; 1917—1925)
- Ново-Николаевский (1917—1921)
- Щегловский (1921—1924).
- Кольчугинский (1924—1925)

| № | Уезд          | Уездный город           | Герб уездного города | Площадь, кв. вёрст               | Население (1897), чел. |
| - | ------------- | ----------------------- | -------------------- | -------------------------------- | ---------------------- |
| 1 | Барнаульский  | Барнаул (21 073 чел.)   |                      | 106 689,4                        | 584 100                |
| 2 | Бийский       | Бийск (17 213 чел.)     |                      | 169 256,3 (площадь обоих уездов) | 337 007                |
| 3 | Змеиногорский | Змеиногорск (7378 чел.) |                      | 169 256,3 (площадь обоих уездов) | 242 718                |
| 4 | Каинский      | Каинск (5884 чел.)      |                      | 67 518,3                         | 187 147                |
| 5 | Кузнецкий     | Кузнецк (3117 чел.)     |                      | 81 634,2                         | 161 799                |
| 6 | Мариинский    | Мариинск (8216 чел.)    |                      | 71 442,1                         | 137 773                |
| 7 | Томский       | Томск (52 210 чел.)     |                      | 248 036,4                        | 277 135                |

К началу 1925 года губерния включала Кольчугинский, Мариинский, Нарымский и Томский уезды.

### Заштатные города
| Входит в     | № | Заштатный Город | Герб | Население (1897) |
| ------------ | - | --------------- | ---- | ---------------- |
| Томский уезд | 1 | Колывань        |      | 12 000 чел.      |
| Томский уезд | 2 | Нарым           |      | 1129 чел.        |
| Томский уезд | 3 | Новониколаевск  |      | 8000 чел.        |

## Руководство губернии

### Губернаторы[26]
| Ф. И. О.                                 | Титул, чин, звание                                                                                       | Время замещения должности |
| ---------------------------------------- | --- | ------------------------- |
| Хвостов Василий Семёнович                | действительный статский советник                                                                         | 06.08.1804—1809           |
| Брин Франц Абрамович                     | действительный статский советник                                                                         | 1809—26.07.1810           |
| Марченко Василий Романович               | статский советник                                                                                        | 1810—17.09.1812           |
| Илличевский Демьян Васильевич            | действительный статский советник                                                                         | 17.09.1812—1819           |
| Соколовский Игнатий Иванович             | статский советник, В. И. О. губернатора                                                                  | 1819—1822                 |
| Фролов Пётр Кузьмич                      | генерал-майор                                                                                            | 11.07.1822—29.04.1830     |
| Ковалевский Евграф Петрович              | генерал-майор                                                                                            | 08.05.1830—1835           |
| Шленёв Николай Алексеевич                | генерал-майор                                                                                            | 29.11.1835—04.11.1837     |
| Бегер Франц Францевич                    | генерал-майор                                                                                            | 08.04.1838—27.12.1840     |
| Татаринов Степан Петрович                | генерал-майор                                                                                            | 27.12.1840—20.01.1847     |
| Аносов Павел Петрович                    | генерал-майор                                                                                            | 28.02.1847—13.05.1851     |
| Бекман Валериан Александрович            | генерал-майор                                                                                            | 08.06.1851—01.11.1857     |
| Озёрский Александр Дмитриевич            | генерал-лейтенант                                                                                        | 01.11.1857—05.01.1864     |
| Лерхе Герман Густавович                  | действительный статский советник, и. д. (утверждён 27.11.1864)                                           | 17.01.1864—18.02.1868     |
| Родзянко Николай Васильевич              | действительный статский советник                                                                         | 31.03.1868—12.10.1871     |
| Супруненко Андрей Петрович               | действительный статский советник                                                                         | 12.11.1871—19.09.1879     |
| Мерцалов Василий Иванович                | статский советник (произведён в действительные статские советники 19.02.1881 с утверждением в должности) | 07.03.1880—07.04.1883     |
| Красовский Иван Иванович                 | в звании камергера, действительный статский советник                                                     | 07.04.1883—28.06.1885     |
| Анисьин Алексей Фёдорович                | действительный статский советник                                                                         | 08.08.1885—05.02.1887     |
| Лакс Антон Иванович                      | генерал-майор                                                                                            | 05.04.1887—01.04.1888     |
| Булюбаш Александр Петрович               | действительный статский советник                                                                         | 05.05.1888—22.01.1889     |
| Тобизен Герман Августович                | гофмейстер, тайный советник                                                                              | 08.03.1890—24.03.1895     |
| Ломачевский Асинкрит Асинкритович        | генерал-майор                                                                                            | 20.04.1895—26.04.1899     |
| Хроновский, Иван Неронович               | надворный советник, В. И. О. губернатора                                                                 | 27.04.1899—06.08.1899     |
| Ломачевский Асинкрит Асинкритович        | генерал-майор                                                                                            | 07.08.1899—30.01.1900     |
| Вяземский Сергей Александрович           | князь, действительный статский советник                                                                  | 03.02.1900—23.07.1903     |
| Старынкевич Константин Сократович        | генерал-майор                                                                                            | 23.07.1903—23.12.1904     |
| Азанчевский-Азанчеев Всеволод Николаевич | статский советник                                                                                        | 23.12.1904—06.10.1905     |
| Нолькен Карл Станиславович               | барон, полковник                                                                                         | 06.10.1905—14.09.1908     |
| Гондатти Николай Львович                 | действительный статский советник                                                                         | 19.09.1908—29.01.1911     |
| Гран Пётр Карлович                       | | 28.02.1911—1913           |
| Дудинский Владимир Николаевич            | действительный статский советник                                                                         | 1913—1917                 |

### Вице-губернаторы
| Ф. И. О.                            | Титул, чин, звание                      | Время замещения должности |
| ----------------------------------- | --------------------------------------- | ------------------------- |
| Ведищев Александр Иванович          | статский советник                       | 1804—1807                 |
| Ламанский Михаил Львович            | статский советник                       | 1807—1818                 |
| Горлов Николай Петрович             | статский советник                       | 1818—25.07.1823           |
| Петухов, Нафанаил Назарович         |                                         | 1870-е                    |
| Философов Владимир Владимирович     | коллежский советник                     | 01.11.1895—19.03.1896     |
| Бискунский Виктор Ксаверьевич       | действительный статский советник        | 01.05.1896—17.04.1899     |
| Муравьёв Николай Леонидович         | граф, надворный советник                | 17.04.1899—06.02.1901     |
| Дельвиг Дмитрий Николаевич          | барон, действительный статский советник | 06.02.1901—07.01.1904     |
| Бирюков Сергей Иванович             | коллежский советник                     | 07.01.1904—19.08.1906     |
| Штевен Иван Владимирович            | коллежский советник                     | 19.08.1906—29.06.1912     |
| Загряжский Александр Георгиевич     | полковник                               | 29.06.1912—1915           |
| Володимеров Святослав Александрович | коллежский асессор                      | 1915—1917                 |

### Председатели губернского правления
| Ф. И. О.                               | Титул, чин, звание                                | Время замещения должности |
| -------------------------------------- | ------------------------------------------------- | ------------------------- |
| Соколовский Игнатий Иванович           | статский советник                                 | 22.06.1823—29.01.1827     |
| Кротов Андрей Гаврилович               | статский советник                                 | 11.01.1829—30.05.1830     |
| Берг Василий Владимирович              | коллежский советник                               | 30.05.1830—13.04.1834     |
| Кошелев Валериан Иванович              | статский советник                                 | 30.04.1834—28.06.1835     |
| Владимиров Михаил Владимирович         | статский советник                                 | 05.06.1836—08.04.1838     |
| Дубецкий Иосиф Петрович                | коллежский советник                               | 27.05.1838—05.06.1842     |
| Виноградский Александр Васильевич      | статский советник                                 | 05.06.1842—29.03.1846     |
| Смирнов Николай Яковлевич              | коллежский советник                               | 29.03.1846—30.03.1848     |
| Болтин Аполлон Петрович                | коллежский советник                               | 30.03.1848—11.03.1851     |
| Милордов Николай Петрович              | статский советник                                 | 18.05.1851—28.04.1855     |
| Виноградский Александр Васильевич      | действительный статский советник                  | 28.04.1855—20.03.1859     |
| Анненский Фёдор Николаевич             | действительный статский советник                  | 28.03.1859—28.05.1860     |
| Оболенский Виктор Андреевич            | статский советник                                 | 03.03.1861—22.11.1863     |
| Фризель Павел Иванович                 | коллежский советник (статский советник)           | 22.11.1863—03.02.1867     |
| Берестов Михаил Николаевич             | статский советник                                 | 03.02.1867—03.05.1874     |
| Ефимов Фёдор Владимирович              | действительный статский советник                  | 03.05.1874—24.05.1876     |
| Дмитриев-Мамонов Александр Ипполитович | коллежский асессор, и. д.                         | 31.07.1877—27.02.1881     |
| Петухов Нафанаил Назарович             | действительный статский советник                  | 27.02.1881—16.09.1889     |
| Котюхов Василий Григорьевич            | действительный статский советник                  | 16.09.1889—01.11.1890     |
| Шапошников                             | коллежский асессор                                | 01.11.1890—1894           |
| Урусов Николай Петрович                | князь, в звании камер-юнкера, коллежский советник | 03.02.1894—24.03.1895     |

### Губернские комиссары Временного правительства[27]
- 20 марта (2 апреля) — 24 июня (7 июля) 1917 — Зубашев Ефим Лукьянович
- 24 июня (7 июля) 1917 — ? — Ган Борис Митрофанович[28];

### Губернские комиссары Временного Сибирского правительства[29]
C июня по ноябрь 1918 власть в губернии принадлежала Временному Сибирскому правительству.
Губернские комиссары правительства:
- 16 июля — август 1918 — Загибалов Леонид Максимилианович[30][31]
- 2 сентября — 4 ноября 1918 — Гаттенбергер Александр Николаевич;

Председатели правительства:
- 29 января (11 февраля) — 21 июля 1918 — Дербер Пётр Яковлевич
- 30 июня — 4 ноября 1918 — Вологодский Пётр Васильевич

### Управляющий губернией[29]
- c февраля 1919 — Михайловский, Борис Михайлович[30]

### Председатели губисполкома[32]
С декабря 1917 по июнь 1918 и с декабря 1919 по май 1925 губернией руководил исполнительный комитет Томского губернского совета рабочих, крестьянских и солдатских (красноармейских) депутатов (губисполком).
Председатели губисполкома:
- с декабря 1917 по июнь 1918; после апреля и до августа 1920[20] Беленец, Алексей Иванович[36]
- 28 октября 1920 — январь 1921 Познанский, Яков Моисеевич[37]
- январь — июнь 1921 Перимов, Алексей Викторович
- июнь 1921 — 11 мая 1922 Теплов, Николай Павлович
- 11 мая — июль 1922 Пискарёв, Гавриил Алексеевич
- июль — сентябрь 1922 Корнев, Василий Степанович
- сентябрь 1922—1923 Крылов, Фёдор Андреевич
- 1923 — 17 декабря 1924 Корнев Василий Степанович (повторно)
- 17 декабря 1924 — 25 мая 1925 Майоров Михаил Моисеевич

## Население

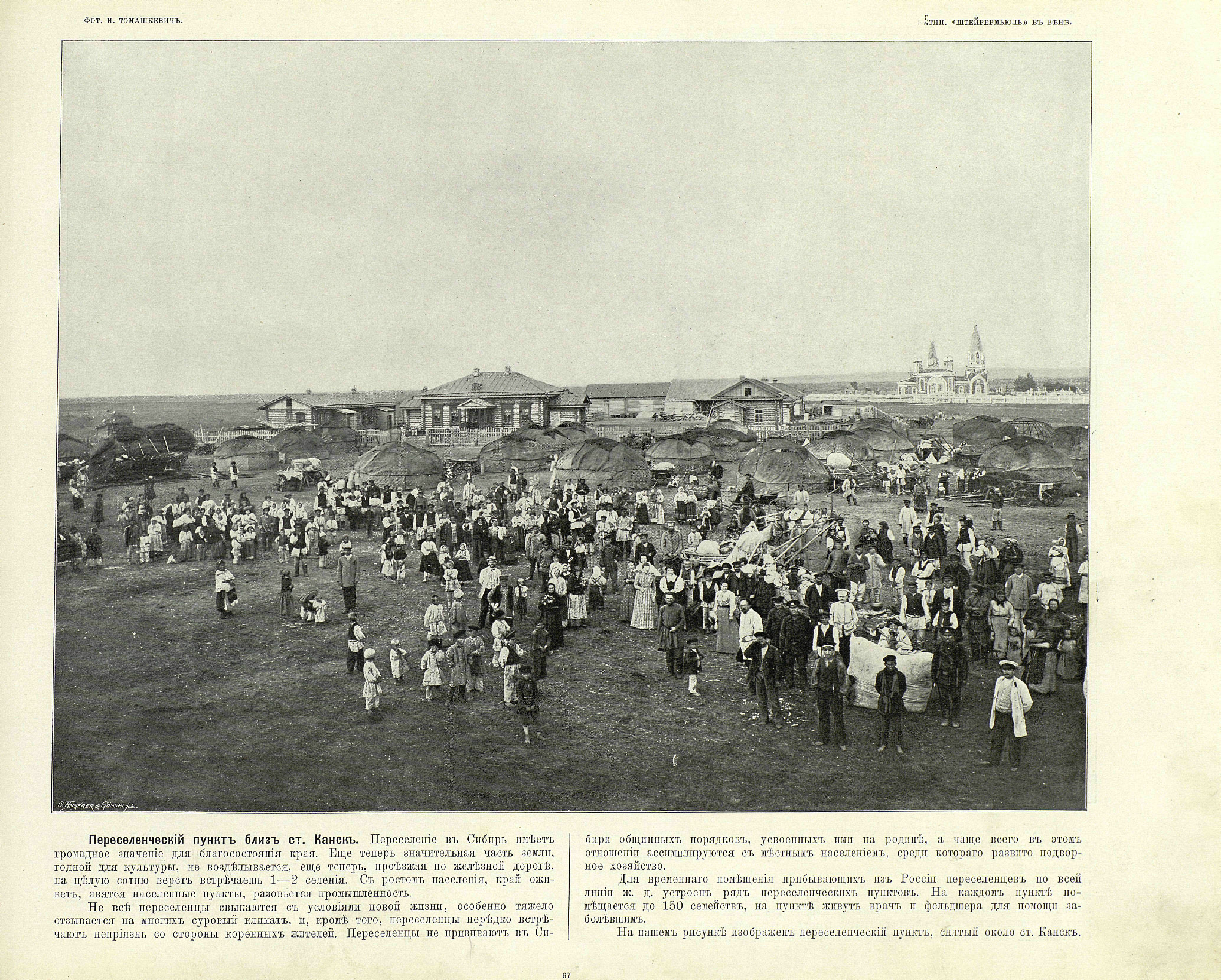
Переселенцы (1899)

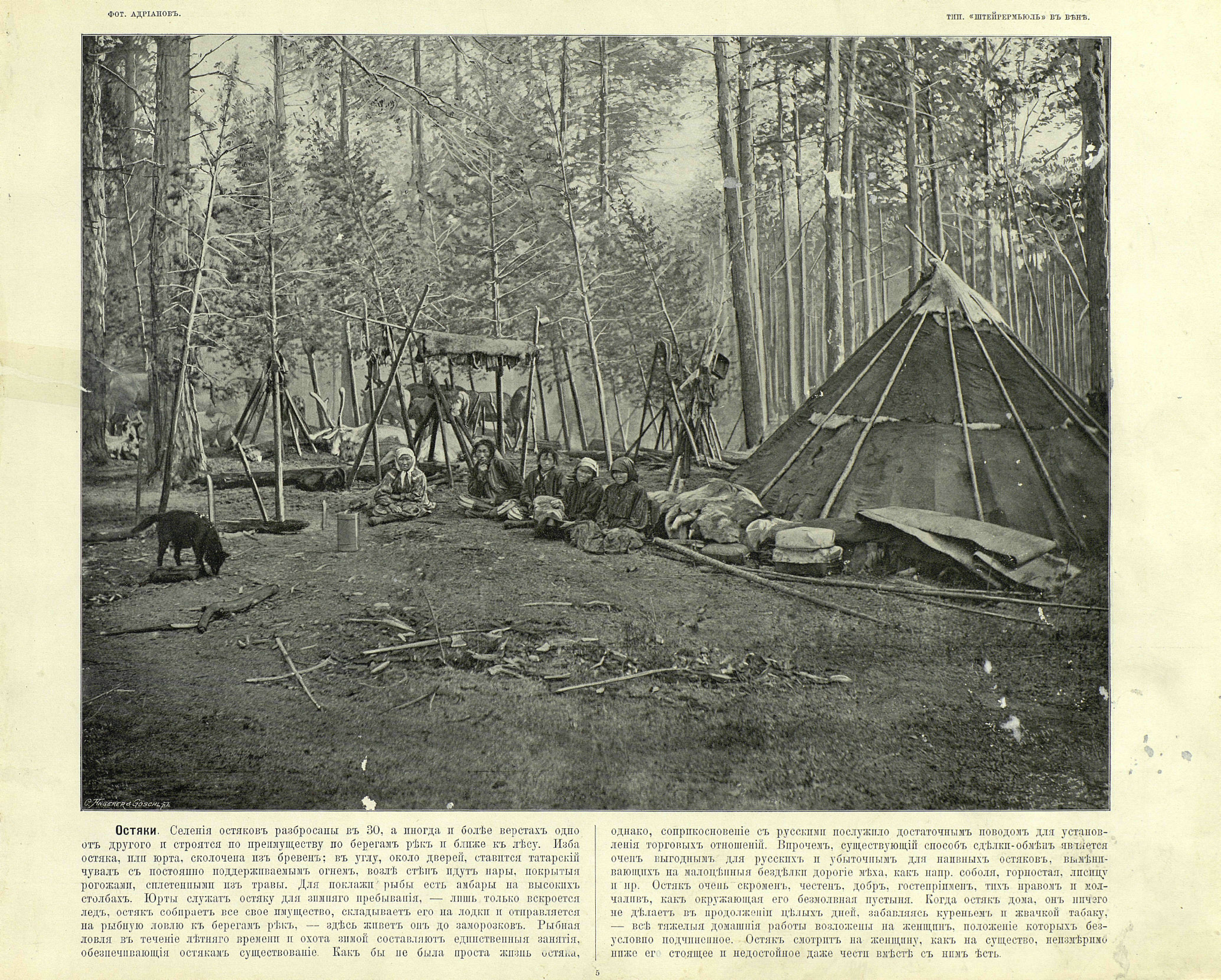
Остяки (1899)

На момент создания губернии в 1804 году её население составляло около 230—250 тыс. человек.
С начала XIX века Томская губерния была местом ссылки.
Существенный прирост численности населения связан с тем, что Томская губерния являлась основным регионом аграрного переселения в Сибирь.
В 1905 году население губернии составляло 2 327 500 душ, площадь была 847 328 км².
|                                   |                   |         | Население   | Население             | Население   | Население             | Население      | Население      |           |           |
|                                   | 1804              | 1824    | 1897        | 1897                  | 1905        | 1905                  | на 1 кв версту | на 1 кв версту | 1914      | 1923      |
| Пространство в квадратных верстах |                   |         | Общее число | В том числе в городах | Общее число | В том числе в городах | 1897           | 1905           |           |           |
| --------------------------------- | ----------------- | ------- | ----------- | --------------------- | ----------- | --------------------- | -------------- | -------------- | --------- | --------- |
| 744576,7                          | 230,000 — 250,000 | 396,300 | 1,927,679   | 127,931               | 2,327,500   | 147,000               | 2,6            | 3,1            | 4,000,000 | 1,000,000 |

Этнографический состав населения губернии разнообразен: здесь есть великороссы (большинство), малороссы, белороссы, поляки, литовцы (и жмудь), латыши, немцы, цыгане, евреи, эсты, чуваши, зыряне, мордва, остяки и остяко-самоеды, чулымские, барабинские, кузнецкие, черневые татары и бухарцы, чуваши, киргиз-кайсаки, теленгиты или телеуты, бывшие калмыки-двоеданцы. 90 % населения — славянского племени.
Национальный состав в 1897 году:
| Округ            | великороссы | малороссы | татары | казахи | евреи | селькупы | мордва | поляки |
| ---------------- | ----------- | --------- | ------ | ------ | ----- | -------- | ------ | ------ |
| Губерния в целом | 86,0 %      | 5,2 %     | 4,9 %  | 1,3 %  | …     | …        | …      | …      |
| Барнаульский     | 88,5 %      | 8,6 %     | …      | …      | …     | …        | 1,2 %  | …      |
| Бийский          | 85,3 %      | …         | 12,3 % | …      | …     | …        | …      | …      |
| Змеиногорский    | 85,1 %      | 7,9 %     | …      | 5,7 %  | …     | …        | …      | …      |
| Каинский         | 83,9 %      | 5,8 %     | 3,1 %  | 2,4 %  | 1,2 % | …        | …      | 1,0 %  |
| Кузнецкий        | 82,1 %      | …         | 16,1 % | …      | …     | …        | …      | …      |
| Мариинский       | 82,7 %      | 8,0 %     | 4,8 %  | …      | 1,2 % | …        | 1,4 %  | …      |
| Томский          | 87,8 %      | 1,9 %     | 4,6 %  | …      | 1,3 % | 1,5 %    | …      | …      |

## Экономика
Основное занятие населения — земледелие. Основные культуры пшеница, овёс, рожь, ячмень, греча, картофель, лен, пенька. Система полеводства — залежно-паровая. Во многих местностях Алтайского округа возделывание хлебов возможно лишь при условии искусственного орошения. Отчасти современные арыки представляют восстановленные оросительные сооружения ранее обитавших здесь народов — китайцев и того народа, памятниками от которого остались многочисленные каменные курганы, бабы, писаницы на скалах и прочее, во множестве разбросанные по всему горному Алтаю, отчасти арыки более позднего происхождения сооружены уже самими калмыками всё более начинающими переходить к земледельческому промыслу.
Развивалось животноводство. В Бийском уезде разводили в качестве домашнего животного маралов (горный олень, Cervus maral). Пчеловодство играло немаловажную роль, хотя велось весьма нерационально. Часть продуктов пчеловодства отправлялось на Ирбитскую ярмарку. Кроме пасечного имеется ещё бортевое пчеловодство.
Развивалось рыболовство. Рыбный промысел составлял главное занятие инородцев и отчасти русских.
Звероловство и птицеловство приходило в упадок, вследствие увеличения населения, лесных пожаров и беспощадного истребления зверей и птиц. Из птиц в торговлю поступали преимущественно рябчики.
Кедровый промысел существовал в тех же районах, где и звероловство, орех сбывался отчасти в Томск, отчасти на Ирбитскую, Иваново-Крестовскую и Ишимскую и другие ярмарки, а также за границу.
Ягодный промысел был немаловажен в особенности брусники.
В губернии производились и поставлялись в другие части страны и за границу зерно, рыба, соль, вино, сало, мёд, воск, кожа, кедровые орехи и пушнина.
Томская губерния была основным производителем сибирского масла.
Горнодобывающая и металлургическая промышленность в Алтайский горный округе развитая со времён Демидова, рудники и заводы демидовские поступили в ведение Кабинета. Выплавка серебра производится на Сузунском заводе. Золотопромышленность, так и заводское дело пришли в последнее время (1901) в упадок.
Каменный уголь разрабатывался в Бачатском, Афонинском и Колчугинском месторождениях, Судженская и Анжерская копи Кузнецкого каменноугольного бассейна.
В 1840-х гг. началось пароходное сообщение по рекам Обь, Томь, Чулым.
В 1901—1903 годах был построен Чуйский тракт.
Открыто движение по прошедшим через Томскую губернию железнодорожным линиям:
- Челябинск — Омск — Новониколаевск (1896)
- Обь (Новониколаевск) — Красноярск (1898) Транссибирской магистрали,
- Тайга — Черемошники (Томск) (1898),
- Новониколаевск — Семипалатинск (1915),
- Барнаул — Бийск (1915),
- Юрга — Топки — Проектная (1916)
- Топки — Кемерово (1916),
- Татарская — Славгород (1917).

Врачей в губернии по состоянию на 1898 год: 120, женщин-врачей 4, дантистов 7. Аптек 22. 1 водолечебница. Детских приютов 6, для сирот-детей переселенцев.
Всех учебных заведений 1350, в том числе 90 в городах. Учащихся всего 54714, из них только 12000 девочек.

## Известные люди
В губернии родились
- Лигачёв, Егор Кузьмич (1920—2021) — один из руководителей КПСС и СССР в 1980-х, первый секретарь Томского обкома КПСС (1965—1983), один из организаторов строительства Новосибирского Академгородка.
- Пырьев, Иван Александрович (1901—1968) — кинорежиссёр и сценарист, народный артист СССР (1948).
- Смоктуновский, Иннокентий Михайлович (1925—1994) — актёр театра и кино, народный артист СССР (1974).